# Imidazopyrazinone

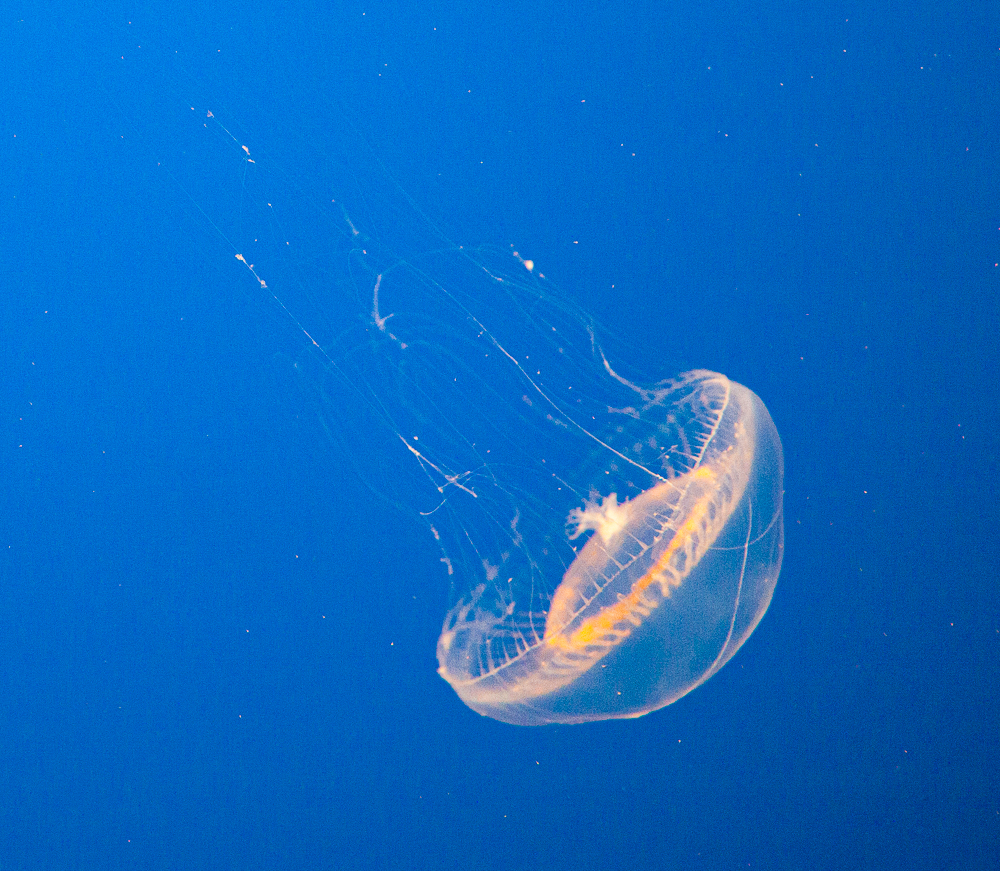
Aequorea victoria.

Les imidazopyrazinones sont une classe de composés polycycliques et hétérocycliques. On peut considérer les dérivés de ces molécules comme faisant partie de la même classe. Les dérivés se retrouvent naturellement chez de nombreux animaux marins (méduse Aequorea victoria, crevette Oplophorus gracilirostris…), et sont en partie à l’origine de propriétés bioluminescentes chez ceux-ci.
Ces propriétés luminescentes sont au cœur de plusieurs sujets de recherche pour des applications, médicales par exemple.
Par ailleurs, les imidazopyrazinones présentent aussi un intérêt médical pour leurs propriétés antioxydantes.

## Famille moléculaire et noyau
Le noyau imidazopyrazinone, de formule brute C6H5N3O ou C5H2N4O, est formé de l’assemblage d’une structure de pyrazine ainsi que d’un imidazolinone.
L’imidazo[1,2-α]pyrazin-3(7H)-one (numéro CAS 19943-93-2), l'imidazo[1,2-α]pyrazin-3(2H)-one (no CAS 1822915-18-3) et l'imidazo[4,5-b]pyrazin-2-one (no CAS 1823279-58-8) sont des molécules faisant partie de cette famille.
| Imidazo(1,2-a)pyrazin-3(7H)-one. |  | Imidazo(1,2-a)pyrazin-3(2H)-one. |  | Imidazo(4,5-b)pyrazin-2-one. |
| Imidazo(1,2-a)pyrazin-3(7H)-one. |  | Imidazo(1,2-a)pyrazin-3(2H)-one. |  | Imidazo(4,5-b)pyrazin-2-one. |

### Tautomérisation
L’imidazo[1,2-α]pyrazin-3(2H)-one se tautomérise en imidazo[1,2-α]pyrazin-3-ol (no CAS 676460-49-4).

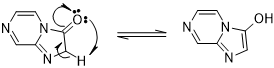
Réaction de tautomérie de l’imidazo[1,2-α]pyrazin-3(2H)-one.

## Exemples de molécules dérivées
Source.

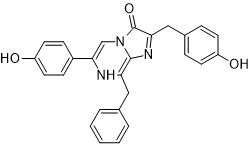
Coelenterazine.

L’imidazo[1,2-α]pyrazin-3(7H)-one est l’imidazopyrazinone dont les dérivés sont les plus renseignés. En effet, cette molécule est le chromophore commun de la Cypridina luciferin (en) ainsi que de la coelenterazine (en). Ces molécules sont des luciférines. La coelenterazine possède elle-même de nombreux dérivés étudiés, notamment avec des substitutions de groupement en position C2, C6 et C8. Ces changements ont une importante influence sur la luminescence des molécules.

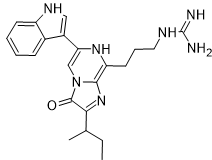
Cypridina luciferin.

## Propriétés luminescentes
Les luciférines de type imidazopyrazinone subissent des réactions produisant de la luminescence sans ATP, ni Mg2+, contrairement aux réactions du système bioluminescent de la luciole (ayant comme luciférine la amino D-luciférine).
Lors d’une réaction de production de bioluminescence, la luciférine de type imidazopyrazinone se complexe avec un enzyme luciférase (NanoLuc luciférase), puis réagit avec l’oxygène afin de former du dioxétanone, molécule de haute énergie. La molécule formée subit ensuite une décarboxylation, donnant un produit directement de son état S1 (état excité), celui-ci se désexcite spontanément, produisant ainsi un rayonnement autour de 400 nm, selon les substituants.
Ces processus possèdent un haut rendement quantique, principalement induit par les effets électroniques des substituants en position C6.
Ainsi, les dérivés d’imidazopyrazynone sont responsables de la bioluminescence chez de nombreuses espèces marines.

## Axes de recherche sur le sujet

### Affinité avec le récepteur mGlu2 (neurotransmetteur)

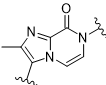
Noyau imidazopyrazinone.

L’efficacité de dérivés de l’imidazopyrazinone en tant que déclencheur de réactions métaboliques (déclenchement qui se fait en se complexant avec le glutamate, un neurorécepteur et récepteur métabotrope) a été étudiée en modifiant les substituants en position C2 et C6 du noyau imidazopyrazinone. Ainsi, les dérivés étudiés peuvent remplacer les molécules biologiques ayant normalement ce rôle : il s’agit de Scaffold Hopping (de) (remplacement d’une molécule par une autre, ayant un rôle identique, mais une structure différente).
Cette étude a été menée en se concentrant sur le mGlu2 (en) (récepteur avec lequel le glutamate se lie) car il est particulièrement intéressant par son importance en neuropharmacologie, et puisqu'il réagit bien avec l’imidazopyrazinone. Cette étude pourrait permettre de développer des traitements diminuant l’excitabilité, destinés à des patients souffrant de crises d’épilepsie ou de schizophrénie.

### Utilisation pour détecter les superoxydes (réaction avecO2–)
L’étude montre que l’imidazopyrazinone peut servir de sonde pour détecter les anions superoxyde O2–, en réagissant très rapidement avec ceux-ci, réaction produisant de la luminescence, ce qui rend la détection des superoxydes aisée. Les ions superoxyde sont des sous-produits de la respiration aérobie, ils sont donc présents en milieu physiologique. L’utilisation des dérivés d’imidazopyrazinone comme sonde permet de détecter O2– à partir d’une concentration de 19 pM,,.

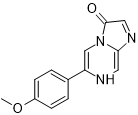
6-(4-Méthoxyphényl)imidazo[1,2-a]pyrazin-3(7H)-one.

Cette détection est rendue possible par une réaction entre les molécules luminescentes et les superoxydes de type CRET (chemiluminescence resonance energy transfer) : les dérivés d’imidazopyrazinone sont oxydés par les ions superoxydes, le produit de cette première étape est dans son état excité. Ainsi, il produit un rayonnement absorbé par un receveur d’énergie produisant à son tour un rayonnement.
La structure des sondes dérivées d’imidazopyrazinone a été modifiée par des substitutions afin d’étudier l’influence de celles-ci sur les propriétés luminescentes, ce qui a une répercussion sur leur intérêt dans le rôle de sonde. Par exemple, le 6-(4-méthoxyphényl)imidazo[1,2-a]pyrazin-3(7H)-one (no CAS 706815-02-3) produit une lumière rouge par chimiluminescence, contrairement à la majorité des autres dérivés qui produisent plutôt de la lumière ayant pour longueur d'onde 400 nm environ (situé dans le bleu).

### Utilisation comme cage afin de contrer l'inhibition des luciférases par le cuivre
L’utilisation de l'imidazopyrazinone a permis d’en connaître davantage sur les différents types de luciférase des organismes vivants, marins, bioluminescents. En effet, à la suite de travaux de recherche, il a été mis en évidence que l’oxydation de l’imidazopyrazinone par le cuivre inhibe l’activité enzymatique de la luciférase. Cette inhibition de l’activité de la luciférase constitue donc un frein pour la production de lumière. Pour répondre à cette problématique, une molécule contenant un groupe imidazopyrazinone (pic-DTZ) est utilisée comme cage afin de réagir avec le cuivre pour empêcher l’inhibition de la luciférase. C’est le premier exemple de transformation des substrats de la luciférine marine par l'intermédiaire d'un métal. Cette découverte ouvre ainsi la voie à d'autres questions et possibilités concernant l'évolution et les mécanismes moléculaires entourant les systèmes bioluminescents marins natifs,.